# SOCIMI 821
SOCIMI 821 là loại súng tiểu liên được hai công ty SOCIMI (Società Costruzioni Industriali Milano) và Luigi Franchi S.p.A tại Ý cùng hợp tác thiết kế trong khoảng năm 1982. Loại súng này được bán cho tất cả những ai quan tâm cho đến đầu những năm 1990 khi mà công ty SOCIMI đóng cửa. Có một số báo cáo về việc phân phối loại súng này trên thế giới nhưng thông tin về người mua không được công bố.

## Thiết kế
Nhìn vẻ ngoài loại súng này không khác gì bản sao súng Uzi của Israel. Tuy nhiên có sự khác biệt trong kỹ thuật sản xuất cấu trúc của súng, thay vì dùng thép dập thì súng được đúc bằng hợp kim nhôm.
SOCIMI 821 sử dụng cơ chế nạp đạn blowback và bắn với khóa nòng mở. Nút khóa an toàn cũng là nút chọn chế độ bắn nằm ở bên trái phía trên tay cầm cò súng. Một nút khóa tự động nằm ngay trên tay phía sau tay cầm cò súng. Nút kéo lên đạn nằm ở phía trên thân súng, báng súng có thể gấp sang bên.
Hệ thống nhắm cơ bản của súng là điểm ruồi. Hộp đạn được gắn vào phía trong tay cầm cò súng. Loại súng này có một biến thể đặc biệt có thể bắn loại đạn không có vỏ 9mm AUPO vốn được phát triển cho khẩu Benelli CB-M2.